# Fabeltierbrunnen (Lingen)

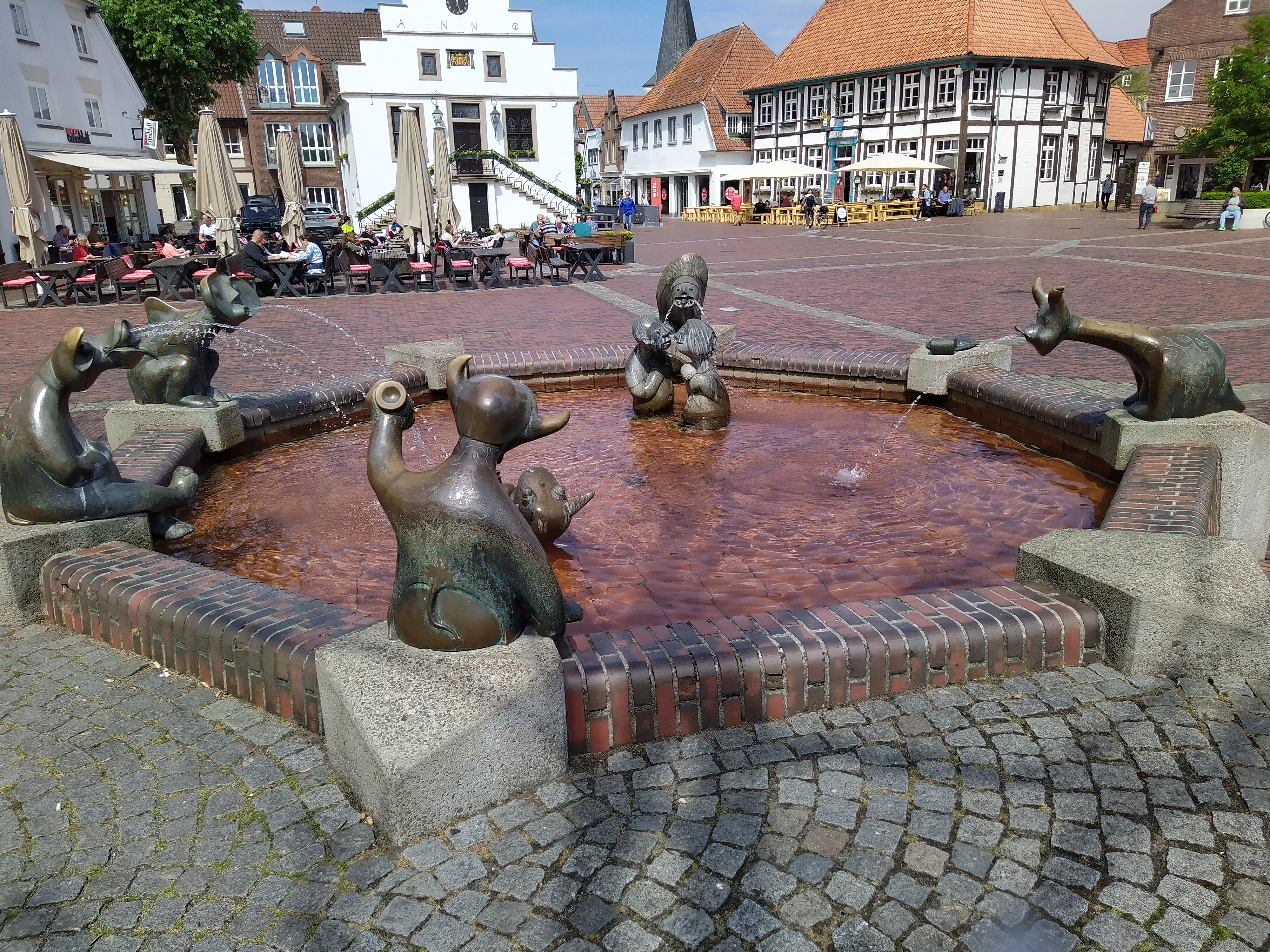
Fabeltierbrunnen in Lingen

Der Fabeltierbrunnen ist ein Zierbrunnen auf dem Marktplatz in Lingen (Ems). Sein achteckiges Brunnenbecken besteht aus gebrannten Ziegeln. Im Becken bzw. auf dem Beckenrand aus Beton sind an den Ecken bronzene Figuren angeordnet. Der Brunnen wurde 1980 dort installiert. Er wurde von dem Künstler Hanns Joachim Klug aus Hannover geschaffen.
Die beiden im Brunnenbecken sind ein sich anschauendes Paar, das von den Fabelwesen gewissermaßen angespien wird. Eines der Fabelwesen liegt im Wasser auf dem Rücken und amüsiert sich. Auf diesem wiederum ist ein kleines Bild um den Bauch geschnallt mit einem Gesicht wie es selbst trägt.